# Hilaroptila mimetica
Hilaroptila mimetica är en fjärilsart som beskrevs av Diakonoff 1970. Hilaroptila mimetica ingår i släktet Hilaroptila och familjen vecklare. Inga underarter finns listade i Catalogue of Life.